# Donja Presjenica (Republika Serbska)
Donja Presjenica (cyr. Доња Пресјеница) – wieś w Bośni i Hercegowinie, w Republice Serbskiej, w mieście Sarajewo Wschodnie, w gminie Trnovo. W 2013 roku liczyła 3 mieszkańców.